# 伊予西条市
もしかして
- 西条市

ではありませんか？